# Die Tonne (Theater)

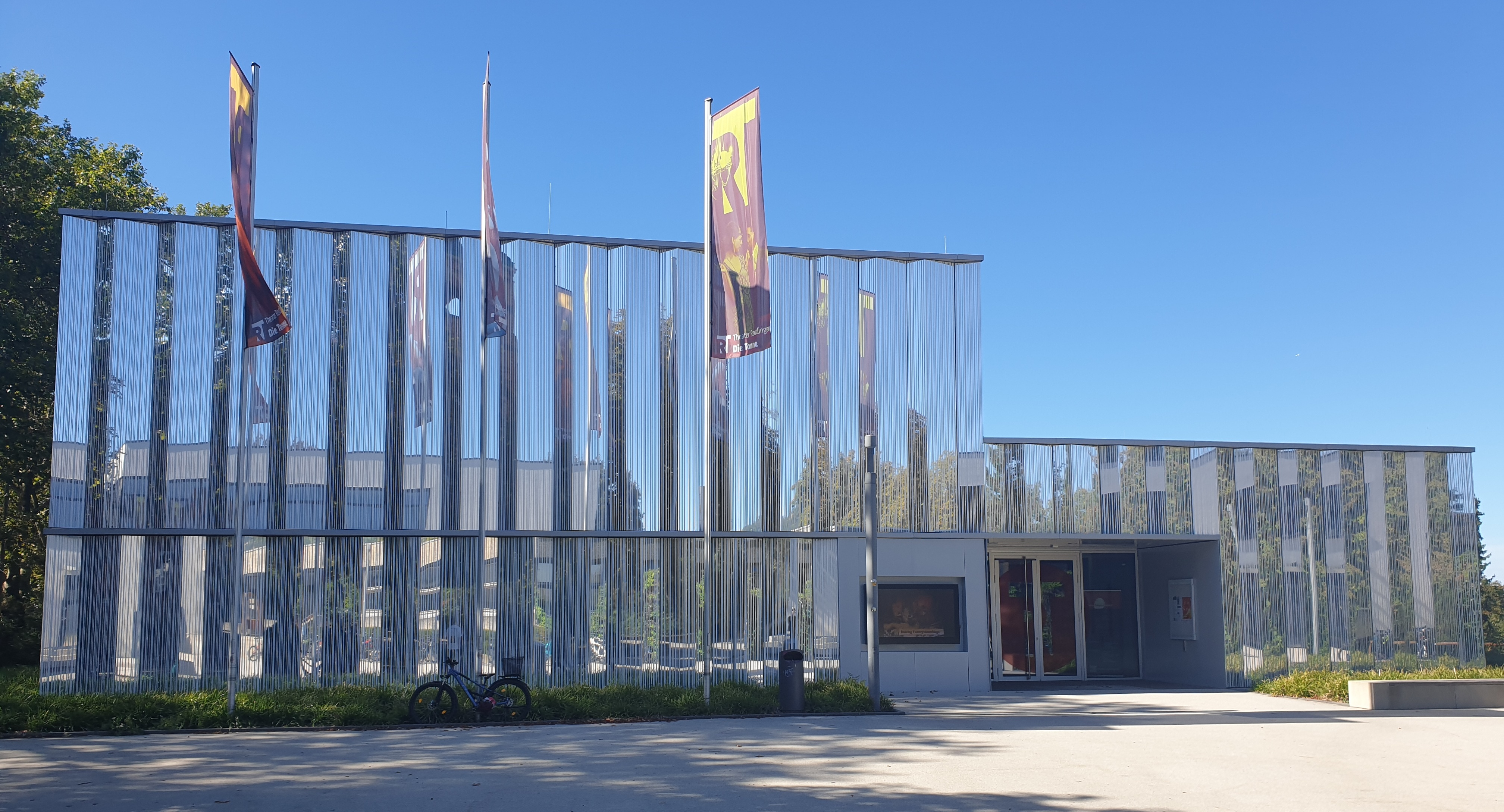
Theatergebäude (2023)

Die Tonne ist ein seit Ende der 1950er Jahre bestehendes Theater in der baden-württembergischen Großstadt Reutlingen.
Es gibt rund 260 Vorstellungen mit unterschiedlichen Bühnenstücken jährlich.

## Geschichte
1958 wurde zunächst ein Theaterverein von Künstlern gegründet. 1980 zog das Theater in eine Kellerspielstätte unter dem Spitalhof im Zentrum der Stadt. Seit 2003 wird es als Gemeinnützige GmbH von der Stadt, dem Theaterverein und dem Landkreis Reutlingen getragen. Seit 2003 gibt es auch eine zweite Spielstätte im ehemaligen Fabrikgebäude der Planie 22.
Seit 2001 ist Enrico Urbanek Intendant des Theaters. Er prägte das Motto „Kunst zu ermöglichen“. Verschiedene Kooperationen wurden organisiert, unter anderem die Theatergruppe mit Menschen mit Behinderung, deren Mitglieder an zwei ganzen Arbeitstagen in Ausdrucksmitteln des Theaters geschult werden.
Am 19. Januar 2018 wurde der Neubau des städtischen Theaters Die Tonne auf dem Gelände der ehemaligen Listhalle eingeweiht.